# Ландау, Григорий Адольфович
Григо́рий Адо́льфович Ланда́у (1877— 15 ноября 1941) — российский журналист и политический деятель.

## Биография
Родился в семье издателя и журналиста Адольфа Ефимовича (Арона Хаймовича) Ландау. Окончил юридический факультет Санкт-Петербургского университета. Сотрудничал с газетами «Восход», «Наш день», «Вестник Европы», «Северные записки». Член ЦК партии кадетов. Один из руководителей еврейской демократической группы.
С 1919 года жил в Германии. Был заместителем редактора газеты «Руль» (1922—31 гг.).
В Латвии с 1933 года. Сотрудник газеты «Сегодня». Автор трудов по международным отношениям, литературоведению, философии.
В 1940 году арестован. Погиб в лагере Усольлаг (АМ-244), Молотовской области, лагерный номер — 60727. Похоронен на кладбище поселка Сурмог Соликамского района Пермской области, недалеко от города Соликамска.

## О нём
Фёдор Августович Степун в книге «Бывшее и несбывшееся» оставил воспоминания о Ландау:
Природа наделила Григория Адольфовича Ландау блестящими дарованиями, но жизнь жестоко насмеялась над его даровитостью: то немногое, что он написал, мало до кого дошло и мало на кого произвело должное впечатление.

…

Причину литературной неудачи Григория Адольфовича надо прежде всего видеть в том, что он был чужаком решительно во всех лагерях.

## Произведения
- Польско-еврейские отношения (сочинение, 1915)

- Сумерки Европы. (эссе) — Берлин, издательство «Слово», 1923[2]

- Эпиграфы (сборник афоризмов). Берлин, 1927
- Григорий Ландау ЭПИГРАФЫ (Берлин, 1927 - Париж, 1930) Редакция и послесловие Федора Полякова Москва "Пробел" 1997.